# Bulgarie aux Jeux olympiques d'été de 2020
La Bulgarie participe aux Jeux olympiques de 2020 à Tokyo au Japon. Il s'agit de sa 21e participation à des Jeux d'été.

## Médaillés
| Sport       | Discipline             | Athlète(s)                                                                      | Performance                     | Date   |
| ----------- | ---------------------- | ------------------------------------------------------------------------------- | ------------------------------- | ------ |
| Karaté      | Moins de 55 kg femmes  | Ivet Goranova                                                                   | Anzhelika Terliuga Victoire 5-1 | 5 août |
| Boxe        | Poids mouches femmes   | Stoyka Krasteva                                                                 | Buse Çakıroğlu Victoire 5-0     | 7 août |
| Gymnastique | Concours des ensembles | Simona Dyankova Stefani Kiryakova Madlen Radukanova Laura Traets Erika Zafirova | 92,100 points                   | 8 août |

| Sport | Discipline                          | Athlète(s)            | Performance  | Date       |
| ----- | ----------------------------------- | --------------------- | ------------ | ---------- |
| Tir   | Pistolet à air comprimé 10 m femmes | Antoaneta Kostadinova | 239,4 points | 25 juillet |

| Sport | Discipline         | Athlète(s)       | Performance                       | Date   |
| ----- | ------------------ | ---------------- | --------------------------------- | ------ |
| Lutte | Libre femmes 62 kg | Taybe Yusein     | Lyubov Ovcharova Victoire 10-0    | 4 août |
| Lutte | Libre femmes 57 kg | Evelina Nikolova | Valeria Koblova Victoire 5-0 (VT) | 5 août |

| Sport       |   |   |   | Total |
| ----------- | - | - | - | ----- |
| Boxe        | 1 | 0 | 0 | 1     |
| Gymnastique | 1 | 0 | 0 | 1     |
| Karaté      | 1 | 0 | 0 | 1     |
| Lutte       | 0 | 0 | 2 | 2     |
| Tir         | 0 | 1 | 0 | 1     |
| Total       | 3 | 1 | 2 | 6     |

| Jour       |   |   |   | Total |
| ---------- | - | - | - | ----- |
| 25 juillet | 0 | 1 | 0 | 1     |
| 4 août     | 0 | 0 | 1 | 1     |
| 5 août     | 1 | 0 | 1 | 2     |
| 7 août     | 1 | 0 | 0 | 1     |
| 8 août     | 1 | 0 | 0 | 1     |
| Total      | 3 | 1 | 2 | 6     |

| Sexe   |   |   |   | Total |
| ------ | - | - | - | ----- |
| Femmes | 3 | 1 | 2 | 6     |
| Total  | 3 | 1 | 2 | 6     |

## Athlètes engagés
| Sport           | Hommes | Femmes | Total |
| --------------- | ------ | ------ | ----- |
| Athlétisme      | 1      | 4      | 5     |
| Badminton       | 0      | 3      | 3     |
| Boxe            | 1      | 2      | 3     |
| Canoë-kayak     | 0      | 1      | 1     |
| Gymnastique     | 1      | 7      | 8     |
| Haltérophilie   | 2      | 0      | 2     |
| Judo            | 2      | 1      | 3     |
| Karaté          | 0      | 1      | 1     |
| Lutte           | 3      | 4      | 7     |
| Natation        | 4      | 1      | 5     |
| Tennis de table | 0      | 1      | 1     |
| Tir             | 0      | 3      | 3     |
| Total           | 14     | 28     | 42    |

## Résultats

### Athlétisme
| Athlète            | Épreuve       | 1er tour | 1er tour | Demi-finale | Demi-finale | Finale   | Finale   |
| Athlète            | Épreuve       | Temps    | Rang     | Temps       | Rang        | Temps    | Rang     |
| ------------------ | ------------- | -------- | -------- | ----------- | ----------- | -------- | -------- |
| Inna Eftimova      | 100 m féminin | 11 s 46  | 6e       | Éliminée    | Éliminée    | Éliminée | Éliminée |
| Inna Eftimova      | 200 m féminin | 23 s 42  | 5e       | Éliminée    | Éliminée    | Éliminée | Éliminée |
| Ivet Lalova-Collio | 200 m féminin | 23 s 39  | 5e       | Éliminée    | Éliminée    | Éliminée | Éliminée |

| Athlète          | Épreuve                  | Qualification | Qualification | Finale      | Finale   |
| Athlète          | Épreuve                  | Performance   | Rang          | Performance | Rang     |
| ---------------- | ------------------------ | ------------- | ------------- | ----------- | -------- |
| Tikhomir Ivanov  | Saut en hauteur masculin | 2,17 m        | 26e           | Éliminé     | Éliminé  |
| Mirela Demireva  | Saut en hauteur féminin  | 1,95 m        | 14e           | 1,93 m      | 12e      |
| Gabriela Petrova | Triple saut féminin      | 13,79 m       | 22e           | Éliminée    | Éliminée |

### Badminton
| Athlète                        | Compétition  | Phase de groupes                       | Phase de groupes                | Phase de groupes                                       | Phase de groupes | 1/8e de finale   | Quarts de finale | Demi-finales     | Finale           | Finale    |
| Athlète                        | Compétition  | Adversaire Score                       | Adversaire Score                | Adversaire Score                                       | Rang             | Adversaire Score | Adversaire Score | Adversaire Score | Adversaire Score | Rang      |
| ------------------------------ | ------------ | -------------------------------------- | ------------------------------- | ------------------------------------------------------ | ---------------- | ---------------- | ---------------- | ---------------- | ---------------- | --------- |
| Linda Zetchiri                 | Simple dames | Chen Défaite 16-21, 22-20, 8-21        | Blichfeldt Défaite 10-21, 3-21  | Non disputé                                            | 3e du gr. I      | Éliminée         | Éliminée         | Éliminée         | Éliminée         | Éliminée  |
| Gabriela Stoeva Stefani Stoeva | Double dames | Kim / Kong Défaite 23-21, 12-21, 21-23 | Chen / Jia Défaite 18-21, 15-21 | Kititharakul / Prajongjai Victoire 21-11, 16-21, 21-17 | 3e du gr. D      | Non disputé      | Éliminées        | Éliminées        | Éliminées        | Éliminées |

### Boxe
| Athlète           | Catégorie               | 1/16e de finale       | 1/8e de finale      | Quart de finale     | Demi-finale         | Finale                 | Rang                           |
| Athlète           | Catégorie               | Adversaire Résultat   | Adversaire Résultat | Adversaire Résultat | Adversaire Résultat | Adversaire Résultat    | Rang                           |
| ----------------- | ----------------------- | --------------------- | ------------------- | ------------------- | ------------------- | ---------------------- | ------------------------------ |
| Daniel Asenov     | Mouches hommes (-52 kg) | Gîrleanu Victoire 5-0 | Escobar Défaite 1-4 | Éliminé             | Éliminé             | Éliminé                | Éliminé                        |
| Stoyka Krasteva   | Mouches femmes (-51 kg) | Nguyễn Victoire 3-2   | Fuchs Victoire 5-0  | Chang Victoire 4-1  | Namiki Victoire 5-0 | Çakıroğlu Victoire 5-0 | Médaille d'or, Jeux olympiques |
| Stanimira Petrova | Plumes femmes (-57 kg)  | EXemptée              | Arias Défaite 2-3   | Éliminée            | Éliminée            | Éliminée               | Éliminée                       |

### Canoë-kayak
| Athlète             | Compétition     | Série    | Série | Quarts de finale | Quarts de finale | Demi-finale | Demi-finale | Finale Finale B Finale C | Finale Finale B Finale C |
| Athlète             | Compétition     | Temps    | Rang  | Temps            | Rang             | Temps       | Rang        | Temps                    | Rang                     |
| ------------------- | --------------- | -------- | ----- | ---------------- | ---------------- | ----------- | ----------- | ------------------------ | ------------------------ |
| Staniliya Stamenova | C1 200 m hommes | 48 s 477 | 4e    | 48 s 939         | 5e               | Éliminée    | Éliminée    | Éliminée                 | Éliminée                 |

### Gymnastique

#### Artistique
| Athlète          | Compétition      | Qualifications | Qualifications | Qualifications | Qualifications | Qualifications    | Qualifications | Qualifications | Qualifications | Finale   | Finale         | Finale   | Finale   | Finale            | Finale     | Finale  | Finale  |
| Athlète          | Compétition      | Appareil       | Appareil       | Appareil       | Appareil       | Appareil          | Appareil       | Total          | Rang           | Appareil | Appareil       | Appareil | Appareil | Appareil          | Appareil   | Total   | Rang    |
| Athlète          | Compétition      | Sol            | Cheval d'arçon | Anneaux        | Saut           | Barres parallèles | Barre fixe     | Total          | Rang           | Sol      | Cheval d'arçon | Anneaux  | Saut     | Barres parallèles | Barre fixe | Total   | Rang    |
| ---------------- | ---------------- | -------------- | -------------- | -------------- | -------------- | ----------------- | -------------- | -------------- | -------------- | -------- | -------------- | -------- | -------- | ----------------- | ---------- | ------- | ------- |
| David Huddleston | Concours général | 12,433         | 11,000         | 12,200         | 14,000         | 13,166            | 11,466         | 74,265         | 59e            | Éliminé  | Éliminé        | Éliminé  | Éliminé  | Éliminé           | Éliminé    | Éliminé | Éliminé |

#### Rythmique
| Athlète        | Qualification | Qualification | Qualification | Qualification | Qualification | Qualification | Finale   | Finale   | Finale   | Finale   | Finale   | Finale   |
| Athlète        |               |               |               |               | Total         | Rang          |          |          |          |          | Total    | Rang     |
| -------------- | ------------- | ------------- | ------------- | ------------- | ------------- | ------------- | -------- | -------- | -------- | -------- | -------- | -------- |
| Boryana Kaleyn | 24,100        | 25,800        | 26,600        | 19,150        | 95,650        | 8e            | 25,900   | 25,625   | 26,650   | 22,450   | 100,625  | 5e       |
| Katrin Taseva  | 24,450        | 24,600        | 24,400        | 17,650        | 91,100        | 14e           | Éliminée | Éliminée | Éliminée | Éliminée | Éliminée | Éliminée |

| Athlète                                                                         | Qualification | Qualification | Qualification | Qualification | Finale | Finale | Finale | Finale                         |
| Athlète                                                                         | 5             | 4 + 3         | Total         | Rang          | 5      | 4 + 3  | Total  | Rang                           |
| ------------------------------------------------------------------------------- | ------------- | ------------- | ------------- | ------------- | ------ | ------ | ------ | ------------------------------ |
| Simona Dyankova Stefani Kiryakova Madlen Radukanova Laura Traets Erika Zafirova | 47,500        | 44,300        | 91,800        | 1re           | 47,550 | 44,550 | 92,100 | Médaille d'or, Jeux olympiques |

### Haltérophilie
| Athlète          | Compétition            | Arraché  | Arraché | Épaulé-jeté | Épaulé-jeté | Total  | Rang |
| Athlète          | Compétition            | Résultat | Rang    | Résultat    | Rang        | Total  | Rang |
| ---------------- | ---------------------- | -------- | ------- | ----------- | ----------- | ------ | ---- |
| Bozhidar Andreev | Moins de 73 kg hommes  | 154 kg   | 4e      | 184 kg      | 7e          | 338 kg | 5e   |
| Hristo Hristov   | Moins de 109 kg hommes | 189 kg   | 3e      | 219 kg      | 6e          | 408 kg | 5e   |

### Judo
| Athlète          | Compétition           | 1er tour                | 2e tour                 | Quart de finale     | Demi-finale         | Repêchage           | Finale / MB         | Rang     |
| Athlète          | Compétition           | Adversaire Résultat     | Adversaire Résultat     | Adversaire Résultat | Adversaire Résultat | Adversaire Résultat | Adversaire Résultat | Rang     |
| ---------------- | --------------------- | ----------------------- | ----------------------- | ------------------- | ------------------- | ------------------- | ------------------- | -------- |
| Yanislav Gerchev | Moins de 60 kg hommes | Preciado Victoire 10-00 | Yang Défaite 00-10      | Éliminé             | Éliminé             | Éliminé             | Éliminé             | Éliminé  |
| Ivaylo Ivanov    | Moins de 81 kg hommes | Lucenti Victoire 10-00  | Boltaboev Défaite 00-01 | Éliminé             | Éliminé             | Éliminé             | Éliminé             | Éliminé  |
| Ivelina Ilieva   | Moins de 57 kg femmes | Khelifi Victoire 10-00  | Klimkait Défaite 00-10  | Éliminée            | Éliminée            | Éliminée            | Éliminée            | Éliminée |

### Karaté
| Athlète       | Compétition           | Tour de qualification | Tour de qualification | Tour de qualification  | Tour de qualification | Demi-finale         | Finale                | Rang                           |
| Athlète       | Compétition           | Match 1               | Match 2               | Match 3                | Place                 | Demi-finale         | Finale                | Rang                           |
| Athlète       | Compétition           | Adversaire Résultat   | Adversaire Résultat   | Adversaire Résultat    | Place                 | Adversaire Résultat | Adversaire Résultat   | Rang                           |
| ------------- | --------------------- | --------------------- | --------------------- | ---------------------- | --------------------- | ------------------- | --------------------- | ------------------------------ |
| Ivet Goranova | Moins de 55 kg femmes | Wen Victoire 5-2      | Özçelik Victoire 5-1  | Bahmanyar Victoire 5-2 | 1re                   | Plank Victoire 4-3  | Terliuga Victoire 5-1 | Médaille d'or, Jeux olympiques |

### Lutte
| Athlète          | Compétition  | Huitièmes de finale       | Quarts de finale         | Demi-finale             | Repêchage                   | Finale 3e place Classement | Rang                                |
| Athlète          | Compétition  | Adversaire Résultat       | Adversaire Résultat      | Adversaire Résultat     | Adversaire Résultat         | Adversaire Résultat        | Rang                                |
| ---------------- | ------------ | ------------------------- | ------------------------ | ----------------------- | --------------------------- | -------------------------- | ----------------------------------- |
| Georgi Vangelov  | 57 kg hommes | Kherbache 11-0 (VT)       | Dahiya Défaite 14-4      | -                       | Tigreros Victoire 13-4 (VT) | Sanayev Défaite 1-5        | 5e                                  |
| Miglena Selishka | 50 kg femmes | Vuc Victoire 6-0          | Hildebrandt Défaite 12-2 | Éliminée                | Éliminée                    | Éliminée                   | Éliminée                            |
| Evelina Nikolova | 57 kg femmes | Wrzesień Victoire 3-0     | Nichita Victoire 6-3     | Kurachkina Défaite 0-11 | -                           | Koblova Victoire 5-0 (VT)  | Médaille de bronze, Jeux olympiques |
| Taybe Yusein     | 62 kg femmes | Nunes Victoirte 4-1       | Bolortuyaa Victoire 10-0 | Kawai Défaite 2-3       | -                           | Ovcharova Victoire 10-0    | Médaille de bronze, Jeux olympiques |
| Mimi Hristova    | 68 kg femmes | Zhumanazarova Défaite 2-7 | Éliminée                 | Éliminée                | Éliminée                    | Éliminée                   | Éliminée                            |

| Athlète          | Compétition | Qualification         | Huitième de finale  | Quart de finale     | Demi-finale         | Repêchage           | Finale 3e place Classement | Rang    |
| Athlète          | Compétition | Adversaire Résultat   | Adversaire Résultat | Adversaire Résultat | Adversaire Résultat | Adversaire Résultat | Adversaire Résultat        | Rang    |
| ---------------- | ----------- | --------------------- | ------------------- | ------------------- | ------------------- | ------------------- | -------------------------- | ------- |
| Aik Mnatsakanian | 77 kg       | Starčević Défaite 1-3 | Éliminé             | Éliminé             | Éliminé             | Éliminé             | Éliminé                    | Éliminé |
| Kiril Milov      | 97 kg       | İldem Victoire 3-1    | Saravi Défaite 0-6  | Éliminé             | Éliminé             | Éliminé             | Éliminé                    | Éliminé |

### Natation
| Athlète            | Épreuve                 | Série         | Série | Demi-finale   | Demi-finale | Finale   | Finale   |
| Athlète            | Épreuve                 | Temps         | Rang  | Temps         | Rang        | Temps    | Rang     |
| ------------------ | ----------------------- | ------------- | ----- | ------------- | ----------- | -------- | -------- |
| Lyubomir Epitropov | 100 m brasse masculin   | 1 min 0 s 71  | 32e   | Éliminé       | Éliminé     | Éliminé  | Éliminé  |
| Lyubomir Epitropov | 200 m brasse masculin   | 2 min 9 s 68  | 14e   | 2 min 10 s 33 | 15e         | Éliminé  | Éliminé  |
| Kaloyan Levterov   | 100 m dos masculin      | 55 s 60       | 37e   | Éliminé       | Éliminé     | Éliminé  | Éliminé  |
| Kaloyan Levterov   | 200 m dos masculin      | 1 min 58 s 96 | 24e   | Éliminé       | Éliminé     | Éliminé  | Éliminé  |
| Josif Miladinov    | 100 m papillon masculin | 51 s 28       | 6e    | 51 s 6        | 4e          | 51 s 49  | 8e       |
| Kaloyan Levterov   | 100 m papillon masculin | 55 s 60       | 37e   | Éliminé       | Éliminé     | Éliminé  | Éliminé  |
| Kaloyan Levterov   | 200 m papillon masculin | 1 min 58 s 96 | 24e   | Éliminé       | Éliminé     | Éliminé  | Éliminé  |
| Diana Petkova      | 100 m brasse féminin    | 1 min 10 s 61 | 34e   | Éliminée      | Éliminée    | Éliminée | Éliminée |
| Diana Petkova      | 200 m 4 nages féminin   | 2 min 16 s 70 | 25e   | Éliminée      | Éliminée    | Éliminée | Éliminée |

### Tennis de table
| Athlète(s)       | Compétition  | Tour préliminaire    | 1er tour              | 2e tour          | 3e tour          | 4e tour          | Quarts de finale | Demi-finale      | Finale / MB      | Rang     |
| Athlète(s)       | Compétition  | Adversaire Score     | Adversaire Score      | Adversaire Score | Adversaire Score | Adversaire Score | Adversaire Score | Adversaire Score | Adversaire Score | Rang     |
| ---------------- | ------------ | -------------------- | --------------------- | ---------------- | ---------------- | ---------------- | ---------------- | ---------------- | ---------------- | -------- |
| Polina Trifonova | Simple dames | Hanffou Victoire 4-1 | De Nutte Victoire 4-3 | Yang Défaite 1-4 | Éliminée         | Éliminée         | Éliminée         | Éliminée         | Éliminée         | Éliminée |

### Tir
| Athlète               | Compétition                   | Qualification | Qualification | Finale   | Finale                             |
| Athlète               | Compétition                   | Points        | Rang          | Points   | Rang                               |
| --------------------- | ----------------------------- | ------------- | ------------- | -------- | ---------------------------------- |
| Antoaneta Kostadinova | Pistolet à air comprimé 10 m, | 578           | 6e            | 239,4    | Médaille d'argent, Jeux olympiques |
| Antoaneta Kostadinova | Pistolet à 25 m,              | 590           | 1re           | 28       | 4e                                 |
| Maria Grozdeva        | Pistolet à air comprimé 10 m  | 559           | 43e           | Éliminée | Éliminée                           |
| Maria Grozdeva        | Pistolet à 25 m               | 578           | 27e           | Éliminée | Éliminée                           |
| Selin Ali             | Trap,                         | 115           | 20e           | Éliminée | Éliminée                           |